# 千羽ヶ嶽兵右エ門
千羽ヶ嶽 兵右エ門（ちばがたけ ひょうえもん、1840年（天保11年） - 1868年6月13日（慶応4年閏4月23日））は、阿波国勝浦郡（現在の徳島県勝浦郡）出身で玉垣部屋に所属した力士。本名は朝桐 衑助（あさぎり れいすけ）。身長185cm・体重116kgと江戸時代の力士にしては大柄だった。最高位は西前頭2枚目。また弓取を務めた事でも知られる。大正時代に活躍した東雲衑藏は甥に当たる。

## 来歴
徳島藩のお抱え力士として、1861年2月場所で初土俵（二段目〈現在の幕下〉）を踏んだ。1866年3月場所で東十両8枚目（十枚目格）に昇進。その場所で、いきなり8勝1分けの優勝相当成績を挙げた。翌11月場所も6勝1敗2分けの優勝次点（優勝は増位山大四郎〈7勝1敗1分。後の第14代横綱・境川浪右衛門〉）の好成績を挙げ、僅か2場所で十両を通過。1867年4月場所に新入幕を果たした。幕内に入っても快進撃は止まらず、この場所も6勝2敗1休1分の好成績を挙げた。そして、次の11月場所で重大な事件が起きた。7日目の國見山半五郎戦にて、激しく突っ張り合って國見山が押して出ると、すかさず千羽ヶ嶽は土俵際で両上手から抱えて腹に乗せ、國見山をうっちゃった。行司はかなり躊躇して、軍配を千羽ヶ嶽に上げたが、江戸時代としては珍しく物言いがついた。國見山サイド（当時國見山には藩のお抱えが付いていなかった）は千羽ヶ嶽に土俵外への足の踏み出しがあったとして頑として取り直しを要求したが、これに徳島藩の相撲係集団が軍配通り千羽ヶ嶽の勝ちだと激怒し、刀を抜いて土俵に入るという乱行を犯した。両サイドの激しい応酬にもかかわらず、千羽ヶ嶽対國見山戦以後の取組も土俵は淡々と続いた。しかし、この乱行が当時の徳島藩第13代藩主・蜂須賀斉裕の耳に入ると、斉裕も激怒。遂には千羽ヶ嶽の他に、鬼面山谷五郎（後の第13代横綱），小柳常吉（元関脇）などお抱え力士をボイコットとさせるという大事件を起こしたのである。慌てた年寄連が徳島藩の留守役に詫びを入れ、漸く決まり手はうっちゃりで軍配通り、千羽ヶ嶽の勝ちとする事で決着が付いた。
しかしこの大事件後、千羽ヶ嶽が本場所の土俵を務める事はなかった。11月場所後体調を崩し、翌1868年閏4月23日に僅か29歳の若さで急死したのである。これより前の1月6日には藩主の斉裕も48歳で急逝していただけに、世間の人々はボイコット事件の天罰だと噂した。類いまれなる快進撃により三役も期待されていただけに、たった一度のボイコット事件が命取りになった惜しい力士だった（三役の夢は、甥の東雲が没後55年経った1923年1月場所に東小結に昇進して叶えた）。
幕内通算 3場所 10勝3敗3分14休の成績を残した（うち10休は死後に番付が残された事による物である。尚、死後に載った西前頭2枚目が自身の最高位である）。優勝相当成績1回（十両時代の1866年3月場所）。
改名歴は1回ある：東雲→千羽ヶ嶽 兵右エ門。東雲の四股名は先述の通り甥に引き継がれた。